# Harry Potter et les Reliques de la Mort, partie 2
Pour les articles homonymes, voir Harry Potter et les Reliques de la Mort (homonymie).
Série Harry Potter
Harry Potter et les Reliques de la Mort, partie 1
(2010)
Pour plus de détails, voir Fiche technique et Distribution.
Harry Potter et les Reliques de la Mort, partie 2 (Harry Potter and the Deathly Hallows: Part 2) est un film britanno-américain réalisé par David Yates, sorti en 2011. Adapté du roman éponyme de J. K. Rowling, il est le huitième et dernier volet de la série de films Harry Potter. Il fait suite à Harry Potter et les Reliques de la Mort, partie 1, les producteurs ayant décidé de scinder l'adaptation du dernier roman Harry Potter en deux parties.
Ce dernier opus est écrit par Steve Kloves, qui scénarise toute la saga à l'exception du cinquième film. Les trois acteurs principaux Daniel Radcliffe (Harry Potter), Rupert Grint (Ron Weasley) et Emma Watson (Hermione Granger) reprennent leur rôle, tandis que la composition de la bande originale est confiée, comme pour la première partie, à Alexandre Desplat.
Le tournage s'est officiellement terminé le 12 juin 2010,.
Ce dernier film est le plus gros succès commercial de la franchise et l'un des plus gros succès du box-office mondial. Contrairement à la première partie, la seconde a bénéficié d'un passage en relief numérique durant la postproduction,, et la version en 3D est rendue disponible en Blu-ray.

## Synopsis
Harry, Ron et Hermione continuent leur quête consistant à trouver les horcruxes de Voldemort, mais s'intéressent parallèlement aux Reliques de la Mort. C'est ainsi qu'ils interrogent successivement Gripsec (concernant les moyens de pénétrer dans Gringotts) et Ollivander (sur l'existence de la Baguette de Sureau). Ils soupçonnent qu'un horcruxe est caché dans la chambre forte de Bellatrix Lestrange, à Gringotts. Gripsec leur promet son aide pour y accéder à la condition qu'ils lui donnent ensuite l'Épée de Godric Gryffondor, que les gobelins considèrent comme leur propriété légitime.
Pour mener à bien leur intrusion, Hermione prend l'apparence de Bellatrix grâce au Polynectar, tandis que Ron se fait pousser par magie une barbe et passe ainsi pour un parfait inconnu. Arrivés dans la chambre forte remplie de trésors, ils se mettent à la recherche de l'horcruxe, et Harry finit par découvrir la coupe d'Helga Pouffsouffle, que Tom Jedusor a obtenu par appât du gain. Mais ils se retrouvent bientôt surchargés de répliques d'autres objets (lesquels se multiplient sans cesse). Gripsec profite de l'occasion pour échanger l'épée de Gryffondor avec la coupe et s'enfuit de la chambre forte en les abandonnant. Pour ne pas arranger la situation, la chambre est gardée par un dragon, la sécurité ne tarde pas à être alertée et ils se retrouvent doublement pris au piège. Grâce à une idée d'Hermione, le trio parvient finalement à s'enfuir de Gringotts sur le dos du dragon.
Mais peu après, Harry entre dans l'esprit de Voldemort et la vision qu'il en a lui montre la rage du Seigneur des Ténèbres qui, venant d'apprendre que la coupe a été volée, et par là même que ses ennemis sont sur la piste de ses horcruxes, punit l'ensemble du personnel de Gringotts, les tuant tous sans exception. Comprenant qu'il doit agir vite, Harry persuade ses deux amis qu'ils doivent se rendre immédiatement à Poudlard où se cache, comme le Mage Noir le lui a montré dans sa colère et sa peur, un des derniers horcruxe. L'épée de Gryffondor, tombée près du corps de Gripsec, disparaît mystérieusement.
Lorsqu'ils pénètrent dans Pré-au-Lard, ils découvrent que les mangemorts les recherchent activement, mais ils sont secourus par le barman Abelforth Dumbledore, le frère de l'ancien directeur de Poudlard. Neville Londubat les rejoint et, ravi de les retrouver, les conduit, par un passage secret situé derrière le portrait d'Ariana Dumbledore, à la Salle sur demande où le trio est accueilli par une ovation de la part de l'Armée de Dumbledore qui loge dans cette pièce depuis plusieurs jours. Les élèves de Poudlard sont alors convoqués par Rogue, le nouveau directeur qui les avertit que toute aide ou soutien apporté à Harry Potter sera très sévèrement puni, qu'il provienne des élèves ou des enseignants. Harry se révèle alors à Rogue et commence à le défier. Un duel s'engage entre Rogue et le professeur McGonagall, duel que celle-ci remporte.
Cependant la voix glacée de Voldemort retentit dans la Grande Salle : il lance un ultimatum en réclamant qu'on lui remette son ennemi de toujours, sans quoi lui et ses mangemorts provoqueront une bataille dans l'enceinte même du château de Poudlard. Les deux camps se rassemblent pendant que Harry se lance à la recherche du Diadème de Rowena Serdaigle (le cinquième horcruxe) en interrogeant la Dame Grise, la fille de la cofondatrice de Poudlard. Celle-ci affirme qu'elle sait quelle magie Voldemort a pratiqué sur le diadème et révèle à Harry l'endroit où il se trouve : la Salle sur demande. Pendant ce temps, Ron et Hermione pénètrent dans la Chambre des secrets où ils prennent des crochets de Basilic, armes qui doivent leur permettre de venir à bout des horcruxes. Hermione détruit la coupe de Pouffsoufle et embrasse Ron l'instant d'après. Ressentant au même moment la douleur de cette mutilation, Voldemort déclenche la bataille en brisant les sortilèges de protection de Poudlard avec la baguette de Sureau. C'est une lutte folle qui s'engage alors pour l'avenir du monde de la sorcellerie.
De leur côté, Harry, Ron et Hermione se rendent dans la Salle sur demande, où les attendent Drago Malefoy, Gregory Goyle et Blaise Zabini qui tentent de leur barrer la route. Goyle déclenche un Feudeymon auquel nos trois héros échappent en transportant avec eux sur leurs balais Malefoy et Blaise. Goyle, lui, meurt calciné par son propre feu. En sortant de la salle, Harry détruit le diadème-horcruxe avec un crochet de Basilic avant que Ron ne jette l'objet dans le feu au moment où la Salle se referme derrière eux. Harry entre à nouveau dans l'esprit de Voldemort et ressent sa douleur du fait de la perte d'un autre de ses horcruxes. Inconsciemment, le seigneur des ténèbres révèle à Harry un nouvel horcruxe : son serpent Nagini. Harry tente de sonder l'esprit de Voldemort pour découvrir sa position, afin de trouver le serpent-horcruxe.
Le trio se rend ensuite au hangar à bateaux où s'est installé Voldemort avec son serpent Nagini. En route, ils participent une fois de plus à l'énorme bataille qui fait rage, et se frayent un chemin parmi les acromentules, les géants et les mangemorts. Ils assistent au meurtre de Lavande Brown par Fenrir Greyback, qu'Hermione repousse violemment avec un sort qui lui fait traverser une vitre, avant qu'il ne tombe de la falaise. On apprend que Voldemort ne peut maîtriser pleinement la baguette de Sureau, car il n'est pas son véritable maître. Il pense que Rogue en est toujours le possesseur, puisque celui-ci a tué son dernier propriétaire, Dumbledore ; Voldemort ordonne donc à Nagini de le tuer. Harry, Ron et Hermione arrivent à temps pour récupérer les souvenirs de Rogue, qu'ils abritent dans une fiole. Rogue prend le temps de murmurer à Harry avant de mourir qu'il « a les yeux de sa mère ».
En revenant au château, Harry constate avec tristesse que Fred Weasley, Remus Lupin et Nymphadora Tonks ont succombé durant la bataille, ainsi que de nombreuses autres personnes.
Les souvenirs de Rogue révèlent à Harry que celui-ci était bien du côté de Dumbledore. Il était épris depuis l'enfance de sa mère Lily. Le meurtre de Dumbledore de la main de Rogue n'était qu'un stratagème pour permettre à Rogue de gagner la confiance du Seigneur des Ténèbres, Dumbledore étant de toute façon condamné à mourir depuis que la bague-horcruxe des Gaunt lui avait brûlé la main. Harry apprend surtout qu'il est lui-même condamné à mourir, une parcelle de l'âme de Voldemort résidant dans son corps depuis la nuit où Lily Potter s'est sacrifiée pour lui lors de la tentative de meurtre de Voldemort, seize ans auparavant, faisant de Harry le septième horcruxe.
Résigné, Harry se rend dans la forêt où Voldemort l'a invité à le rejoindre. Il croise en chemin Ron et Hermione à qui il révèle la vérité accablante qu'il vient de découvrir et leur fait ses adieux. En possession de la Pierre de Résurrection (l'une des trois reliques), cachée par Dumbledore dans le Vif d'or qu'il lui avait légué, il voit apparaître ses parents James et Lily Potter, son parrain Sirius Black et Remus Lupin qui l'accompagnent « jusqu'à la toute fin ». Sans opposer de résistance, Harry reçoit le sortilège de Mort de Voldemort et se retrouve dans un monde parallèle, ayant pour Harry l'apparence de la gare de King's Cross baignée de lumière où il rencontre Albus Dumbledore qui lui explique que Voldemort n'a fait que détruire la partie de son âme dissimulée dans son ennemi, et que Harry est en fait bien vivant.
Harry, aidé par Narcissa Malefoy, se fait passer pour mort et est transporté dans les bras de Hagrid jusqu'à la cour du collège Poudlard où Voldemort arrive triomphant, raille les partisans de Harry en leur répétant que celui-ci est mort, et leur donne le choix de le rejoindre ou mourir. Il rencontre pourtant de la résistance en la personne de Neville qui refuse la main tendue de Voldemort et sort du choixpeau l'épée de Gryffondor. Harry saute alors des bras de Hagrid et prouve qu'il n'est pas mort.
Devant ce spectacle, plusieurs mangemorts désertent et de rage, Voldemort poursuit Harry dans tout le château, pendant que Ron et Hermione tentent de tuer Nagini. En même temps, Molly Weasley réussit à se débarrasser de la plus fidèle des partisans de Voldemort : Bellatrix Lestrange. Harry et Voldemort entament alors leur ultime duel dans la cour de Poudlard. Neville finit par décapiter Nagini avec l'épée de Gryffondor (réapparue dans le Choixpeau magique après la mort de Gripsec), détruisant le dernier des horcruxes de Voldemort. Une dernière fois, Voldemort lance contre Harry un Avada Kedavra mais la Baguette de Sureau ne lui obéissant pas, Harry parvient peu à peu à renvoyer le sort droit vers Voldemort avec le sortilège Expelliarmus. Le Seigneur des Ténèbres meurt donc et disparait dans un nuage de poussière lorsque son sort fatal revient sur lui et sa baguette vers Harry.
Plus tard, Harry révèle à Ron et Hermione que la baguette de Sureau n'a pas obéi à Voldemort car elle n'a jamais appartenu à Severus Rogue, mais à Drago Malefoy (quand il a désarmé Dumbledore à la fin de Harry Potter et le Prince de sang-mêlé). Il ajoute que, ayant désarmé Drago quelques jours auparavant dans le manoir des Malefoy, il est devenu le véritable maître de la baguette. Cependant il ne désire pas la posséder et, pour faire bonne mesure, brise la puissante baguette en deux.
Dix-neuf ans plus tard, Harry et Ginny d'un côté, Ron et Hermione de l'autre, conduisent leurs enfants au Poudlard Express dans une ambiance sereine. Harry révèle à son plus jeune fils, Albus Severus Potter, l'origine de ses deux prénoms : le souvenir de deux directeurs de Poudlard, dont le deuxième était sans doute l'homme le plus courageux qu'il eut rencontré. Il ajoute qu'il n'a pas de raison de craindre d'être un Serpentard, Rogue ayant été un homme remarquable en dépit de son appartenance à cette maison, et que si c'est réellement important pour lui, le Choixpeau tient autant compte des aptitudes que des choix. Rassuré, le jeune garçon embarque dans le Poudlard Express, qui quitte la gare pour une nouvelle année à Poudlard.

## Fiche technique

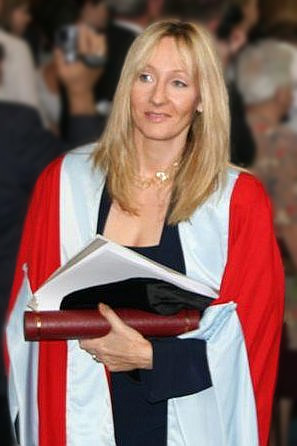
J. K. Rowling, romancière et productrice.

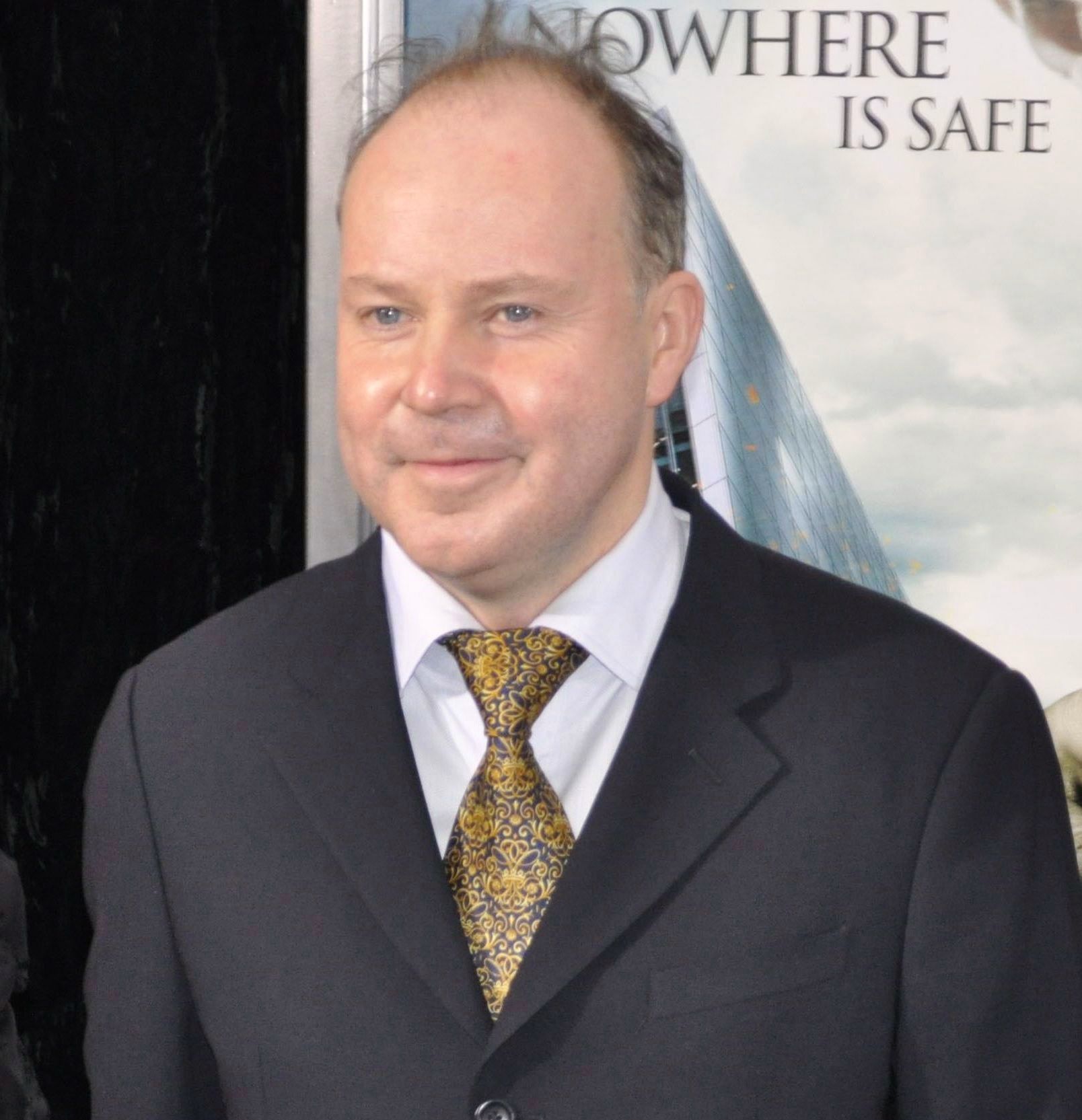
David Yates, réalisateur.

- Titre original : Harry Potter and the Deathly Hallows: Part 2
- Titre français : Harry Potter et les Reliques de la Mort, partie 2
- Réalisation : David Yates
- Scénario : Steve Kloves, adapté du roman de J. K. Rowling
- Direction artistique : Andrew Ackland-Snow
- Décors : Stuart Craig
- Costumes : Jany Temime
- Photographie : Eduardo Serra
- Musique : Alexandre Desplat, avec reprise du thème de John Williams[6]
- Montage : Mark Day, Wily Tyïght
- Production : David Heyman, David Barron et J. K. Rowling
- Sociétés de production : Heyday Films et Warner Bros. Pictures
- Société de distribution : Warner Bros. Pictures
- Pays de production :  États-Unis,  Royaume-Uni
- Dates de tournage : du 15 février 2009 au 12 juin 2010 (la préproduction a commencé le 29 janvier 2009)
- Langue originale : anglais
- Format : couleur - 2,35:1 - 70 mm
- Genre : fantasy
- Date de sortie :
  - Belgique, France, Suisse : 13 juillet 2011
  - Canada, Royaume-Uni, États-Unis : 15 juillet 2011
- Durée : 130 minutes[7]
- Budget : 125 millions $[8]
- Classification :
  - Royaume-Uni : déconseillé aux moins de 12 ans
  - États-Unis : PG-13
  - Allemagne : FSK-12
  - Belgique : déconseillé aux moins de 12 ans[9]
  - France : tous publics[10]
  - Irlande : déconseillé aux moins de 12 ans

## Distribution
- Principaux :
  - Daniel Radcliffe (VF : Kelyan Blanc ; VQ : Émile Mailhiot) : Harry Potter
  - Rupert Grint (VF : Olivier Martret ; VQ : Xavier Dolan-Tadros) : Ron Weasley
  - Emma Watson (VF : Manon Azem ; VQ : Stéfanie Dolan) : Hermione Granger
- Personnel de Poudlard :
  - Alan Rickman (VF : Claude Giraud ; VQ : Daniel Picard)[11] : Severus Rogue
  - Maggie Smith (VF : Mireille Delcroix ; VQ : Claudine Chatel)[12] : Minerva McGonagall
  - Jim Broadbent (VF : Jean-Claude Donda ; VQ : André Montmorency)[13] : Horace Slughorn
  - Emma Thompson (VF : Frédérique Tirmont)[14] : Sibylle Trelawney
  - Robbie Coltrane (VF : Achille Orsoni ; VQ : Guy Nadon)[15] : Rubeus Hagrid
  - Miriam Margolyes[16] (VF : Nicole Favart) : Pomona Chourave
  - David Bradley (VF : Jean Lescot ; VQ : Raymond Bouchard)[17] : Argus Rusard
  - Gemma Jones[18] : Poppy Pomfresh
  - Warwick Davis (VF : Éric Missoffe ; VQ : Pierre Auger) : Filius Flitwick
- Mangemorts :
  - Ralph Fiennes (VF : Patrick Laplace ; VQ : Jean-Luc Montminy)[11] : Lord Voldemort
  - Helena Bonham Carter (VF : Marie Zidi ; VQ : Pascale Montreuil)[13] : Bellatrix Lestrange
  - Jason Isaacs (VF : Jérôme Keen ; VQ : Jacques Lavallée)[19] : Lucius Malefoy
  - Helen McCrory (VF : Laëtitia Lefebvre ; VQ : Anne Dorval)[20] : Narcissa Malefoy
  - Tom Felton (VF : Dov Milsztajn ; VQ : Sébastien Reding)[21] : Drago Malefoy
  - Dave Legeno[22] : Fenrir Greyback
  - Nick Moran (VF : Rémi Bichet)[18] : Scabior
- Créatures magiques :
  - Warwick Davis[23] (VF : Éric Missoffe ; VQ : Paul Sarrasin) : Gripsec
  - Jon Key (VF : Olivier Hémon) : Bogrod
- Ordre du Phénix :
  - David Thewlis (VF : Guillaume Lebon ; VQ : Alain Fournier)[20] : Remus Lupin
  - Natalia Tena (VF : Audrey Lamy ; VQ : Camille Cyr-Desmarais)[24] : Nymphadora Tonks
  - Mark Williams (VF : Philippe Bellay ; VQ : Benoît Rousseau)[25] : Arthur Weasley
  - Julie Walters (VF : Catherine Lafond ; VQ : Johanne Léveillé)[26] : Molly Weasley
  - James Phelps (VF : Guillaume Légier ; VQ : Renaud Paradis)[27] : Fred Weasley
  - Oliver Phelps (VF : Guillaume Légier ; VQ : Renaud Paradis)[27] : George Weasley
  - Domhnall Gleeson (VF : Geoffrey Vigier)[28] : Bill Weasley
  - Clémence Poésy (VF : elle-même ; VQ : idem)[29] : Fleur Delacour
  - George Harris (VF : Tola Koukoui ; VQ : Patrick Chouinard) : Kingsley Shacklebolt
  - Ciarán Hinds (VF : Bernard Gabay ; VQ : Marc Bellier)[30],[31] : Abelforth Dumbledore
- Étudiants de Poudlard :
  - Bonnie Wright (VF : Margaux Laplace ; VQ : Adèle Trottier-Rivard)[32] : Ginny Weasley
  - Matthew Lewis (VF : Romain Larue ; VQ : Roxan Bourdelais)[33] : Neville Londubat
  - Evanna Lynch (VF : Émilie Rault ; VQ : Catherine Brunet)[34] : Luna Lovegood
  - Alfred Enoch (VF : Pierre Lacombe)[32] : Dean Thomas
  - Katie Leung[35] (VF : Sasha Supera ; VQ : Geneviève Déry) : Cho Chang
  - Joshua Herdman[35] : Gregory Goyle
  - Devon Murray (VF : Thomas Sagols)[36] : Seamus Finnigan
  - Louis Cordice[37] : Blaise Zabini
  - Jessie Cave : Lavande Brown
  - Scarlett Byrne : Pansy Parkinson
- Communauté magique :
  - John Hurt (VF : Marcel Guido ; VQ : Yves Corbeil)[38] : Ollivander
  - Chris Rankin[39] : Percy Weasley
  - Will Dunn : James Sirius Potter
  - Arthur Bowen : Albus Severus Potter
  - Daphne de Beistegui : Lily Luna Potter
  - Helena Barlow : Rose Weasley
  - Ryan Turner : Hugo Weasley
  - Bertie Gilbert[40] : Scorpius Hyperion Malefoy
  - Jade Olivia : Astoria Greengrass Malefoy
  - Luke Newberry : Ted Lupin
- Fantômes :
  - Michael Gambon (VF : Marc Cassot ; VQ : Hubert Fielden)[41] : Albus Dumbledore
  - Adrian Rawlins (VF : Jean-François Roubaud ; VQ : Gilbert Lachance) : James Potter
  - Geraldine Somerville[42] (VF : Laurence Bréheret) : Lily Potter
  - Ellie Darcey-Alden[43] (VF : Alice Révérend)[44] : Lily Evans enfant (souvenir)
  - Benedict Clarke[40] (VQ : Alexandre Cabana) : Severus Rogue enfant (souvenir)
  - Ariella Paradise[40] (VQ : Frédérique Dufort) : Pétunia Evans enfant (souvenir)
  - Alfie McIlwain (en) : James Potter enfant (souvenir)
  - Rohan Gotobed : Sirius Black enfant (souvenir)
  - Gary Oldman (VF : Gabriel Le Doze ; VQ : Manuel Tadros) : Sirius Black
  - David Thewlis (VF : Guillaume Lebon ; VQ : Alain Fournier) : Remus John Lupin
  - Natalia Tena (VF : Audrey Lamy ; VQ : Camille Cyr-Desmarais)[24] : Nymphadora Tonks
  - Kelly MacDonald (VF : Agathe Schumacher ; VQ : Magalie Lépine-Blondeau)[45] : Helena Serdaigle alias la Dame Grise

- Version française
  - Studio de doublage : Cinéphase
  - Direction artistique : Jenny Gérard
  - Adaptation : Juliette Vigouroux et Alain Cassard

Sources et légende : version française (VF) sur AlloDoublage et  version québécoise (VQ) sur Doublage Québec

## Accueil

### Promotion
Le premier teaser du diptyque a été caché dans les versions Blu-Ray et DVD de Harry Potter et le Prince de Sang-mêlé avant d'être publié sur Internet.
La pré bande-annonce de la seconde partie a été présentée sur ABC Family le mercredi 27 avril 2011 entre 19 h et 21 h. Elle a été diffusée d'abord en version française sur le site de Orange avant de s'étendre en version française partout sur le web. La version originale anglaise n'a pas tardé, quelques instants plus tard. Dans cette incroyable bande-annonce tant attendue par les hordes de fans, il était possible d'y voir des scènes clés de l'histoire concernant la fuite du trio de Gringotts, le Feudeymon dans la Salle sur demande, le duel de Molly Weasley et Bellatrix Lestrange, la bataille de Poudlard dans son ensemble et les moyens de défense magique, les souvenirs du Prince de Sang-Mêlé ainsi que l'affrontement final entre Harry et Voldemort. Le tout débutant par la désormais très célèbre mélodie composée par John Williams : Hedwig's Theme.
Le 16 juin 2011, l'ultime bande-annonce de Harry Potter et les Reliques de la Mort, partie 2 est apparue en exclusivité sur le site d'Apple. Cette bande-annonce est la dernière de ce film en plus d'être la dernière d'une saga qui aura duré 10 ans.
L'avant-première mondiale de la deuxième partie s'est déroulée le 7 juillet 2011, tout d'abord à Trafalgar Square pour le Gala. L'endroit a été aménagé avec un immense ou « monumental » tapis rouge où environ 8 000 fans s'étaient massés. Par la suite, les acteurs, les invités et toutes les autres personnes présentes sur le tapis rouge se sont déplacés vers Leicester Square pour assister à la projection de ce dernier film. Une reconstitution du chemin de Traverse dans une rue de Londres servait de passage entre Trafalgar Square et Leicester Square.
Lors de l'avant-première française qui s'est déroulée au palais omnisports de Paris Bercy le 12 juillet 2011 à 21 h, huit acteurs du film étaient présents : Jason Isaacs (Lucius Malefoy), les jumeaux James et Oliver Phelps (Fred et George Weasley), Evanna Lynch (Luna Lovegood), Mark Williams (Arthur Weasley), Natalia Tena (Nymphadora Tonks), Domhnall Gleeson (Bill Weasley) et Clémence Poésy (Fleur Delacour). Les comédiens français ayant participé au doublage du film étaient également présents. Au cours de la soirée, les fans français ont eu la surprise d'apprendre que la séance allait désormais apparaître au Guinness World Records. En effet, l'écran installé pour la projection était le plus grand écran 3D du monde, mesurant 30 mètres sur 15. De plus, il s'agissait de la plus grande projection 3D du monde, réunissant 6 671 personnes. Un représentant du Guinness est donc venu annoncer cela aux spectateurs avant le début du film. Une autre avant-première a eu lieu au Grand Rex à Paris, où les huit acteurs se sont aussi rendus avant la projection du film.

### Accueil critique
Sur l'agrégateur américain Rotten Tomatoes, le film récolte 96 % d'opinions favorables pour 329 critiques. Sur Metacritic, il obtient une note moyenne de 85⁄100 pour 41 critiques.
En France, le site Allociné propose une note moyenne de 3,8⁄5 à partir de l'interprétation de critiques provenant de 19 titres de presse.

### Box-office et ventes DVD
- Mondial : 1 341 511 219 $[55]
- États-Unis -  Canada : 381 011 219 $
- France : 6 512 424 entrées / 67 311 500 $

Cette deuxième partie a établi le 13 juillet 2011 un nouveau record notable, avant même sa sortie en salles, le 15 juillet pour la plupart des pays. La prévente de billets a permis de récolter des recettes de plus de 32 millions $, dépassant ainsi l'ancien détenteur, Twilight, chapitre III : Hésitation.
Lors de son premier week-end, la deuxième partie du dernier volet de la saga récolte 482 millions de dollars. Aux États-Unis, le film réalise 169 millions $ (4 375 cinémas, 11 000 copies), et 312 millions à l'international.
En France, le film enregistre 732 000 entrées (812 copies) pour sa première journée d'exploitation. C'est le quatrième meilleur premier jour de l'histoire, derrière Spider-Man 3 (804 000 entrées), Taxi 2 (802 000 entrées), et L'Âge de glace 3 (767 000 entrées).
C'est le premier film Harry Potter à passer la barre symbolique de 1 milliard de dollars de recettes dans le monde (c'est le premier film Harry Potter à être diffusé en numérique et en 3D) et un des films ayant mis le moins de temps pour arriver à cette somme : il a mis seulement 19 jours pour réaliser cet exploit (sortie en France le 13 juillet 2011 et aux États-Unis le 15 juillet).
En 2020, Harry Potter et les Reliques de la Mort, partie 2 est le 13e film du monde par l'importance de ses recettes.

## Distinctions
Sauf indication contraire, les informations mentionnées dans cette section peuvent être confirmées par la base de données cinématographiques IMDb,  présente dans la section « Liens externes ».

### Récompenses
- BAFTA Film Award 2012 :
  - Meilleurs effets visuels
- Saturn Awards 2012 :
  - Meilleur film fantastique
- Critics Choice Awards
  - Meilleur son
  - Meilleurs maquillages
- Empire Awards
  - Meilleur réalisateur
  - Meilleur film

### Nominations
- Oscar du cinéma 2012 :
  - Meilleurs effets visuels
  - Meilleure direction artistique
  - Meilleurs maquillages
- BAFTA Film Award 2012 :
  - Meilleurs maquillages et coiffures
  - Meilleur son
  - Meilleurs décors
- Saturn Awards 2012 :
  - Meilleur acteur dans un second rôle (Ralph Fiennes)
  - Meilleur acteur dans un second rôle (Alan Rickman)
  - Meilleure actrice dans un second rôle (Emma Watson)
  - Meilleure réalisation
  - Meilleurs décors
  - Meilleur montage
  - Meilleurs costumes
  - Meilleur maquillage
  - Meilleurs effets visuels
- Screen Actors Guild Awards
  - Meilleure équipe de cascadeurs
- Critics Choice Awards
  - Meilleurs effets visuels
  - Meilleurs décors
- Costume Designers Guild Awards
  - Travail dans un film fantastique
- Denver Film Critics Society
  - Meilleure musique
- Empire Awards
  - "Art of 3D"
  - Meilleur acteur (Daniel Radcliffe)
  - Meilleur espoir féminin (Bonnie Wright)
- Grammy Awards
  - Meilleure bande originale pour un média visuel
- Houston Film Critics Society
  - Meilleure musique
- Kid's Choice Awards
  - Meilleur acteur dans un film (Daniel Radcliffe)
  - Meilleure actrice dans un film (Emma Watson)
  - Meilleur film
- Satellite Awards 2011 :
  - Meilleur son
  - Meilleure musique originale
  - Meilleurs effets visuels
  - Meilleure collection Blu-ray (Saga)